# 레너드 코언
레너드 노먼 코언(영어: Leonard Norman Cohen, CC, GOQ, 1934년 9월 21일 ~ 2016년 11월 7일)은 캐나다의 싱어송라이터이자 시인, 소설가, 배우이다.

## 생애
캐나다 퀘벡주의 유대계 가정에서 태어났다. 코언은 영문학을 공부하다 1956년 시인으로 첫 등단하였고, 1963년 소설가로 등단하였다. 1967년 가수 데뷔하였고 1970년 미국 영화 《Dynamite chicken》의 조연으로 영화배우 데뷔하였으며 이후 문학가와 대중음악가로 두루 히트하였다. 〈Suzanne〉, 〈I'm Your Man〉, 〈Hallelujah〉, 〈Famous Blue Raincoat〉, 〈Bird On The Wire〉 등의 노래로 잘 알려져 있으며, 〈Bird On a Wire〉는 동명의 영화가 제작되기도 했다. 한국에서는 〈Dance Me to the End of Love〉가 번안되기도 했다.
2008년 로큰롤 명예의 전당에, 2010년에는 작곡가 명예의 전당에 헌액되었다. 2016년 10월, 새 음반 《You Want It Darker》를 발표했다. 같은해 11월 7일 82세의 나이에 사망했다.

## 평가
1960년대부터 1970년대 초반까지 영향력이 대단한 소수 싱어송라이터 위인에 속한 황혼의 거장이었다. 코언 세대에서 그를 능가하는 존재를 꼽으라면, 밥 딜런 정도에 불과하다. 작사가로는 폴 사이먼과 캐나다 예술가인 조니 미첼 정도 밖에 그와 어깨를 나란히 한 사람은 없다. 기억에 남는 저음의 목소리, 나일론 현을 장착한 클래식 기타, 그리스식 코러스가 보컬을 돋보이게 하는 자극적인 악곡. 그의 노래는 사랑과 증오, 성과 정신, 전쟁과 평화, 황홀과 절망이 어우러져 넘쳤다. 그의 세대 중에서도 80년대의 예술적 성공을 즐기고 있었던 희귀한 예술가였다.

## 음반 목록

### 정규 음반
| 제목                              | 출시일           |
| --------------------------------- | ---------------- |
| 《Songs of Leonard Cohen》        | 1967년 12월 27일 |
| 《Songs from a Room》             | 1969년 4월       |
| 《Songs of Love and Hate》        | 1971년 3월       |
| 《New Skin for the Old Ceremony》 | 1974년 8월       |
| 《Death of a Ladies' Man》        | 1977년 11월      |
| 《Recent Songs》                  | 1979년 9월       |
| 《Various Positions》             | 1984년 12월      |
| 《I'm Your Man》                  | 1988년 2월       |
| 《The Future》                    | 1992년 11월 24일 |
| 《Ten New Songs》                 | 2001년 10월 9일  |
| 《Dear Heather》                  | 2004년 10월 26일 |
| 《Old Ideas》                     | 2012년 1월 31일  |
| 《Popular Problems》              | 2014년 9월 23일  |
| 《You Want It Darker》            | 2016년 10월 21일 |
| 《Thanks for the Dance》          | 2019년 11월 22일 |

## 저서

### 시집
- 《Let Us Compare Mythologies》, 1956년
- 《The Spice-Box of Earth》, 1961년
- 《Flowers for Hitler》, 1964년
- 《Parasites of Heaven》, 1966년
- 《Selected Poems 1956–1968》, 1968년
  - 하재봉·양경학 공역, 《수잔과 함께 강가에 앉아》, 둥지, 1989년
- 《The Energy of Slaves》, 1972년
- 《Death of a Lady's Man》 (시와 산문), 1978년
- 《Book of Mercy》 (산문, 시, 찬송) 1984년
- 《Stranger Music》(시와 노래) 1993년
- 《Book of Longing》 (시, 산문, 그림) 2006년

### 소설
- 《The Favourite Game》, 1963년
  - 윤은경 역, 《나는 너의 남자》, 푸른숲, 1990년
- 《Beautiful Losers》, 1966년

## 서훈
- 1991년 캐나다 훈장 오피서(OC)[5]
- 2002년 캐나다 훈장 컴패니언(CC)으로 훈위 승급[5]
- 2008년 퀘벡 주 훈장 그랜드오피서(GOQ)

## 같이 보기
- 캐나다 문학